# Млечник серо-розовый
Мле́чник се́ро-ро́зовый (лат. Lactarius helvus) — гриб рода Млечник (Lactarius) семейства Сыроежковые (Russulaceae). Несъедобен.
Латинское видовое название helvus означает «янтарно-жёлтый», «медово-жёлтый».

## Описание

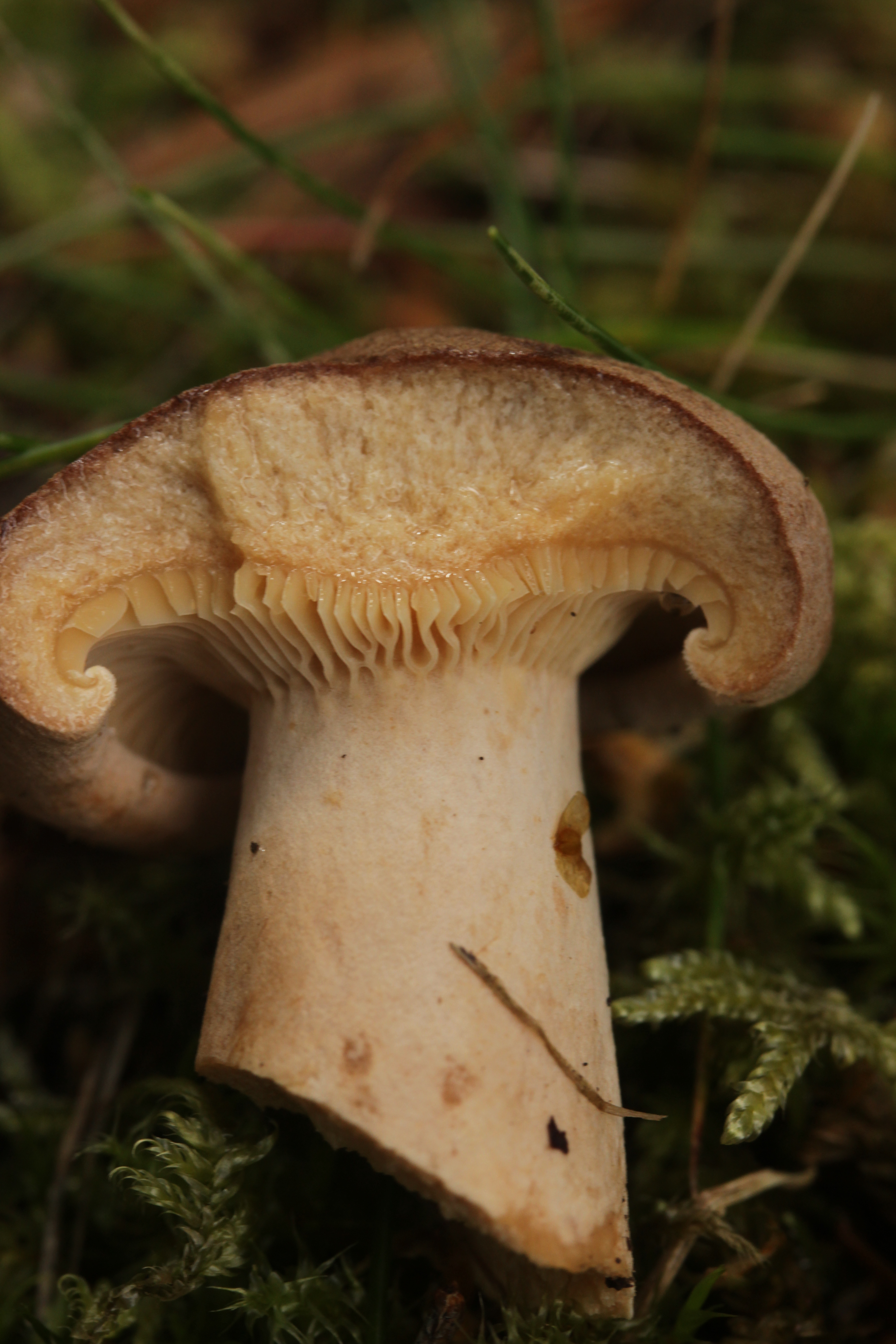
Шляпка в разрезе

- Шляпка ∅ 6—12 см, сначала плоская, затем воронковидная, с завёрнутым краем и центральным бугорком. Кожица розовато-бурая, иногда с серым оттенком, в сухую погоду с шёлковым блеском.
- Пластинки приросшие или слабо нисходящие по ножке, сначала беловатые, затем с палевым или розоватым оттенком.
- Споровый порошок кремово-охристый, споры почти округлые, 7—9×5—6 мкм, сетчатые, амилоидные.
- Ножка до 9 см в высоту, ∅ 1,5—2 см, цилиндрическая, у молодых грибов рыхлая, у старых — полая, одного цвета со шляпкой, сверху более светлая и мучнистая, снизу с беловатыми волокнами.
- Мякоть светло-жёлтая, палевого цвета. Запах очень сильный, пряный, неприятный, напоминающий цикорий или любисток. Вкус горьковатый.
- Млечный сок скудный, водянисто-белый, слабоострый, на воздухе не изменяет окраски.

## Экологияи распространение
Образует микоризу с сосной, елью, иногда с берёзой. Встречается во влажных хвойных лесах, на кислых почвах, чаще всего в сосновых борах, среди мха, в черничниках, по окраинам сфагновых болот. Обычен в северной умеренной зоне.
Сезон: июля — сентябрь.

## Сходные виды
Характерный сильный запах (сыра с плесенью) и окраска не позволяют спутать этот вид с другими млечниками.

## Синонимы

### Латинские синонимы
- Agaricus helvus Fr., 1821 basionym
- Galorrheus helvus (Fr.) P. Kumm., 1871
- Lactifluus helvus (Fr.) Kuntze, 1891

### Русские синонимы
- Груздь серо-розовый
- Груздь несъедобный
- Млечник чалый
- Млечник янтарный

## Пищевые качества
В зарубежной литературе отмечается как слабо-ядовитый; в отечественной — как несъедобный или как съедобный, но малоценный из-за резкого неприятного запаха.